# Levroux (comuna delegada)
Levroux era una comuna francesa que estaba situada en el departamento de Indre, de la región de Centro-Valle del Loira que el 1 de enero de 2016 pasó a formar parte de la comuna nueva de Levroux como comuna delegada.

## Historia
En 1861 absorbe la comuna de Saint-Phalier.
El 3 de julio de 2020 el consejo municipal de la comuna nueva decidió su supresión como comuna  delegada.

## Demografía
| Gráfica de evolución demográfica de Levroux entre 1800 y 2022 |
|                                                               |

Los datos demográficos contemplados en este gráfico de la comuna de Levroux se han cogido de 1800 a 1999 de la página francesa EHESS/Cassini, y los demás datos de la página del INSEE.